# Exoparyphus macilentus
Exoparyphus macilentus är en skalbaggsart som beskrevs av Schmidt 1922. Exoparyphus macilentus ingår i släktet Exoparyphus och familjen långhorningar. Inga underarter finns listade i Catalogue of Life.